# Kappa Crucis

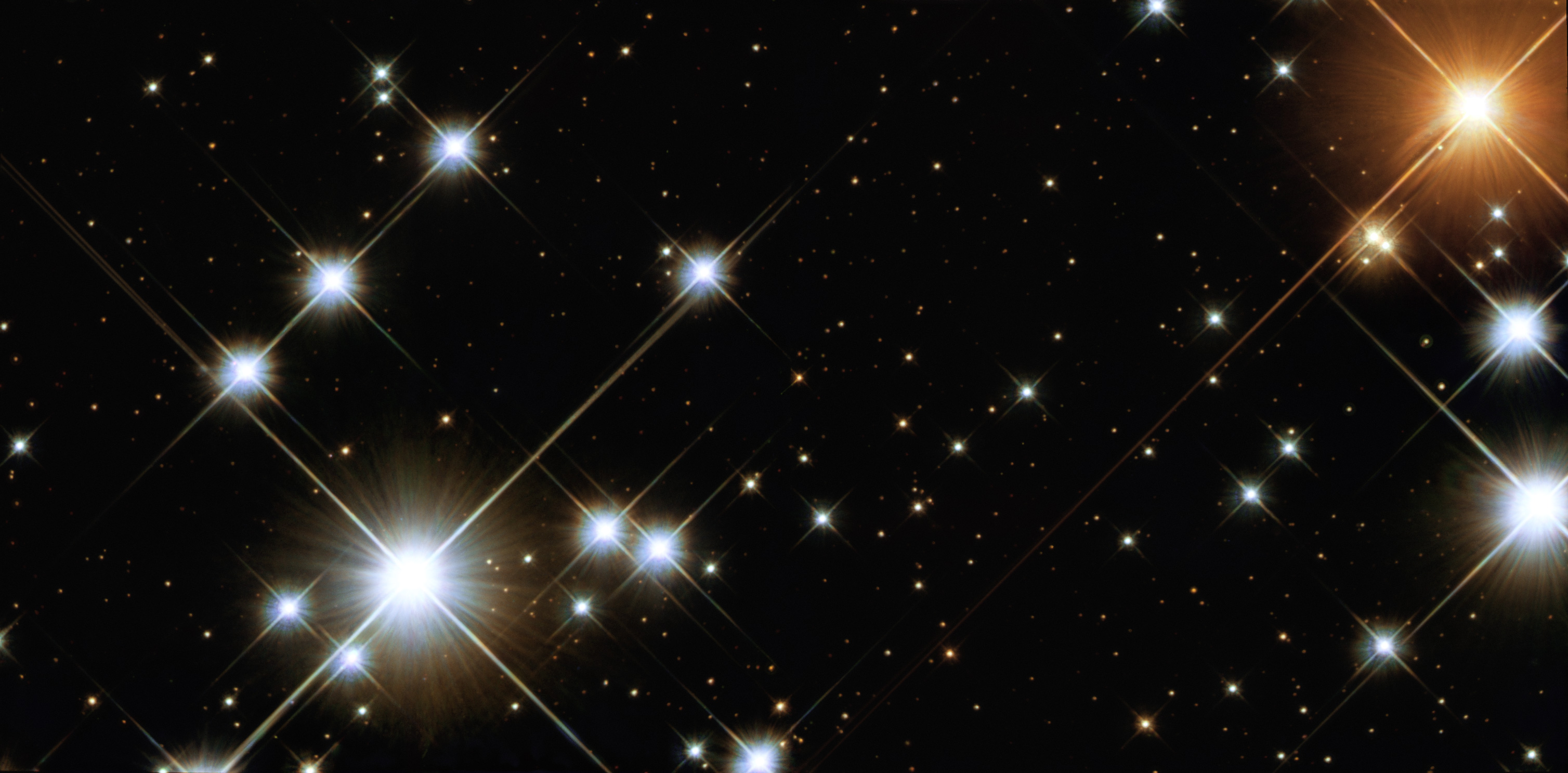
Centrum av NGC 4755, med κ Cru till vänster.
Foto: NASA / ESA och Jesús Maíz Apellániz (Institut de Astrofísica de Andalucía, Spanien)

Kappa Crucis (κ Crucis, förkortat Kappa Cru, κ Cru) som är stjärnans Bayerbeteckning, är en spektroskopisk dubbelstjärna belägen i den östra delen av stjärnbilden Södra korset. Den har en skenbar magnitud på 5,98 och är svagt synlig för blotta ögat där ljusföroreningar ej förekommer. Baserat på parallaxmätning inom Hipparcosuppdraget på ca -1,32 mas, beräknas den befinna sig på ett avstånd på ca 2 600 ljusår (ca 37 parsek) från solen. Stjärnan ingår i den öppna stjärnhopen NGC 4755, även kallad Kappa Crucis-hopen eller Juvelskrinet.

## Egenskaper
Kappa Crucis  är en blå till vit superjättestjärna av spektralklass B3 Ia. Radiella hastighetsvariationer i spektrallinjerna tyder på att den har en oupplöst följeslagare. Den har massa som är ca 23 gånger större än solens massa och utsänder från dess fotosfär ca 151 000 gånger mera energi än solen vid en effektiv temperatur av ca 16 300 K.